# Vital Chitolina
Dom Vital Chitolina, SCJ (Tuparendi, 3 de janeiro de 1954) é um padre dehoniano e bispo católico brasileiro. Foi bispo prelado de Paranatinga e é o bispo diocesano de Diamantino.

## Biografia
Dom Vital foi ordenado padre no dia 16 de dezembro de 1984. No dia 23 de dezembro de 1997 foi nomeado o primeiro bispo prelado da recém-criada Prelazia de Paranatinga e recebeu a ordenação episcopal das mãos de Dom Estanislau Amadeu Kreutz no dia 19 de abril do ano seguinte. Seu lema episcopal é Preparai o caminho do Senhor.
Em maio de 2011 foi eleito presidente do regional Oeste 2 da Conferência Nacional dos Bispos do Brasil.
No dia 28 de novembro de 2011 o Papa Bento XVI o nomeou bispo da Diocese de Diamantino.